# Vento di rock
Vento di rock è il primo album del rocker italiano Ghibli.
Testi e musiche: Cristofaro Pascale
Arrangiamenti: Cristofaro Pascale con la collaborazione di Guido Valletta

## Track list
1. Black out 3:25
2. California 3:48
3. Fuori di testa 3:35
4. Liberi in un momento 3:47
5. Hey mama hey 3:58
6. Correre qui 3:52
7. Baby Jane 4:04
8. A foreigner for us 3:25
9. Sesso in città 3:08
10. Una notte di rock 3:44